# Каланки (национальный парк)
Каланки (фр. Parc national des Calanques) — национальный парк во Франции. Расположен на побережье Средиземного моря в Буш-дю-Рон. Основан в 2012 году и занимает площадь более 520 км² , из которых 85 км² занимает суша, а остальная часть — морская территория. Включает в себя части горного массива Каланки, простирающегося между южными округами Марселя, Кассиса и Ла-Сьота. Некоторые из самых известных мест парка включают: Каланки-де-Сормиу, Каланки-де-Моргиу, Каланки-де-Порт-Миу, Каланки-де-Сугитон, Каланки-ден-Вау и пещеру Коске.

## История
В 1923 году был создан Комитет защиты Каланки с целью предотвратить развитие промышленности в ден-Вау. В 1999 году была основана общественная группа по защите Каланки (GIP) для создания национального парка. Одиннадцать лет спустя GIP представил свой первый проект национального парка, а третий проект был одобрен в 2011 году. 18 апреля 2012 года премьер-министр Франции Франсуа Фийон подписал указ о создании национального парка Каланки.

## Галерея

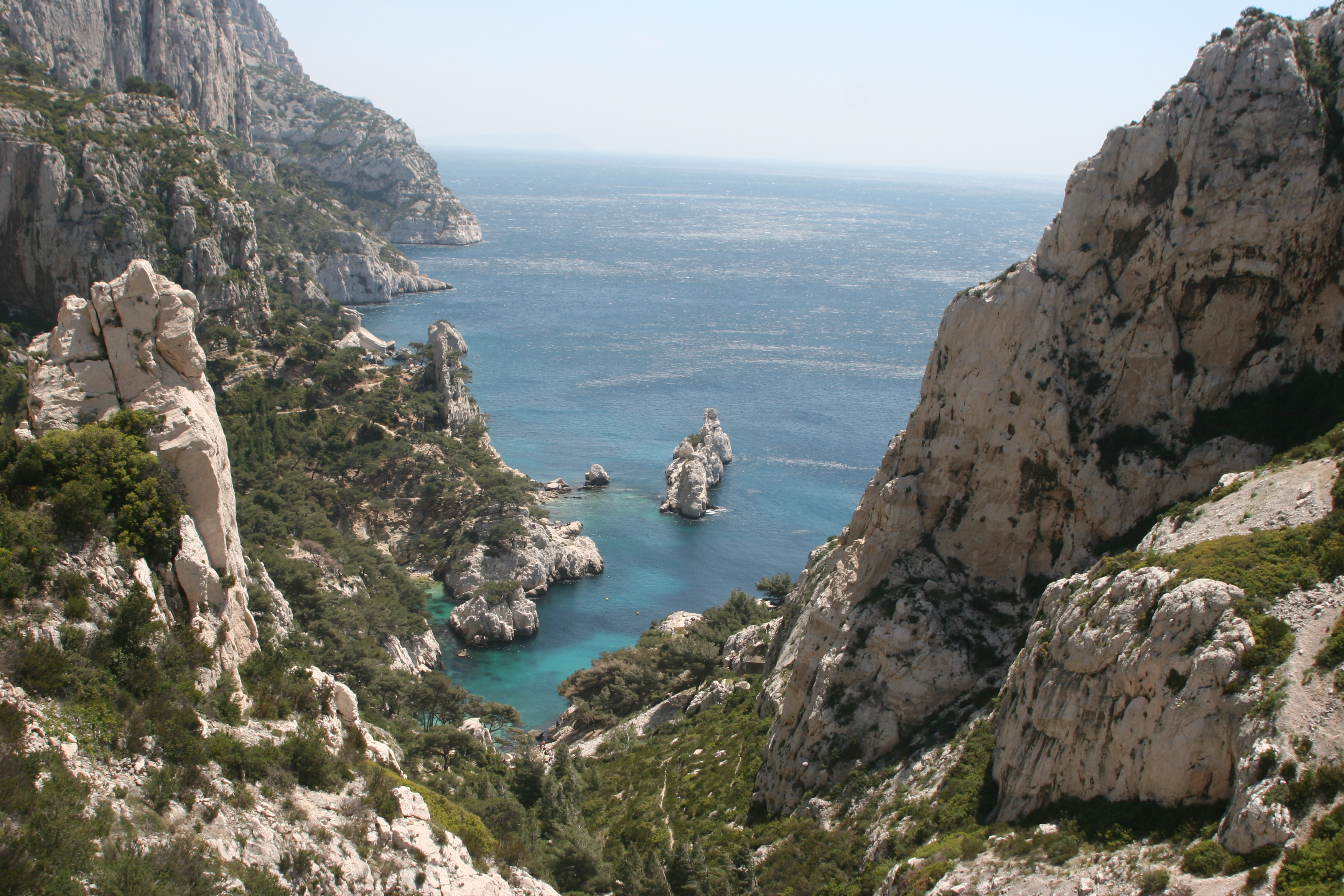
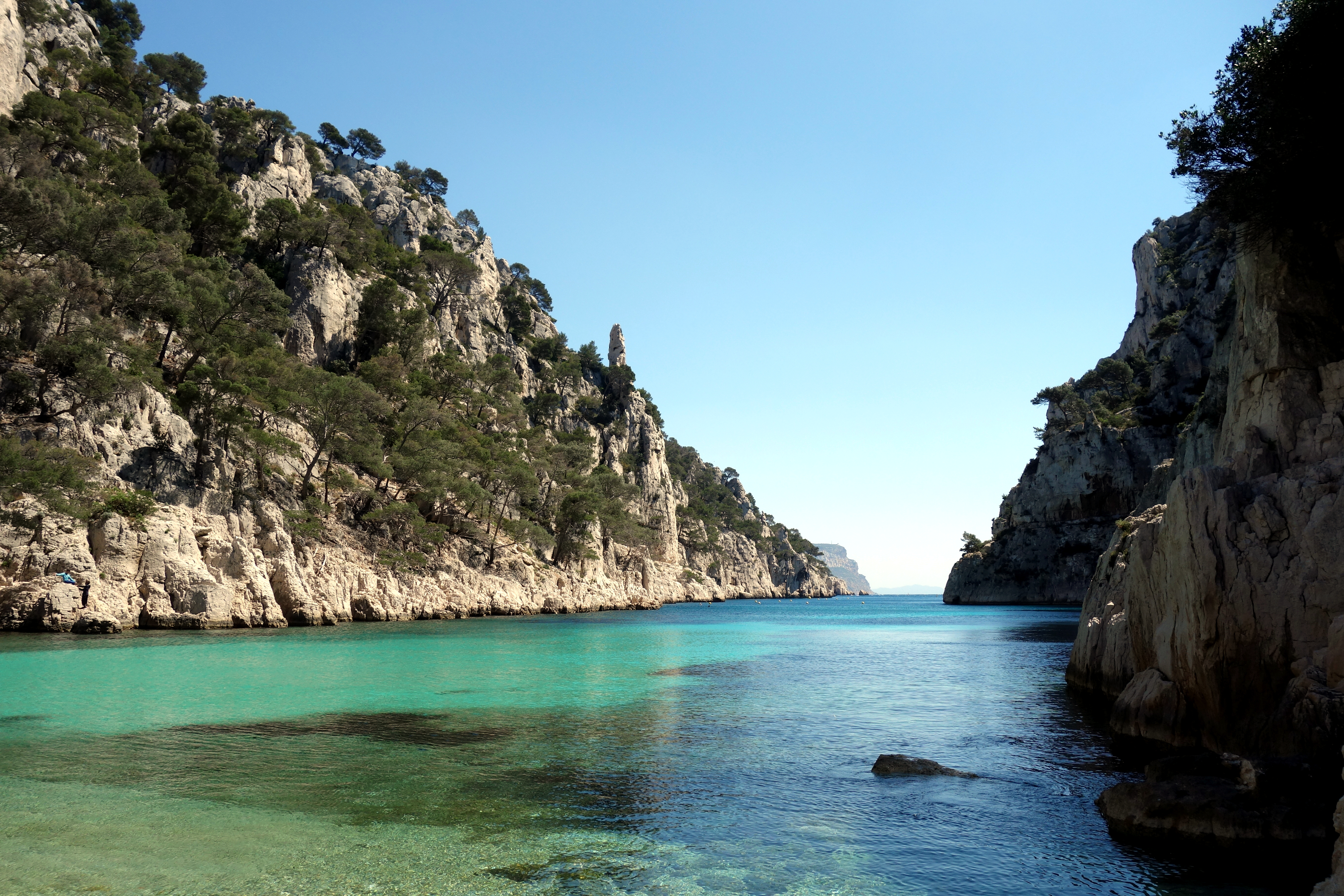
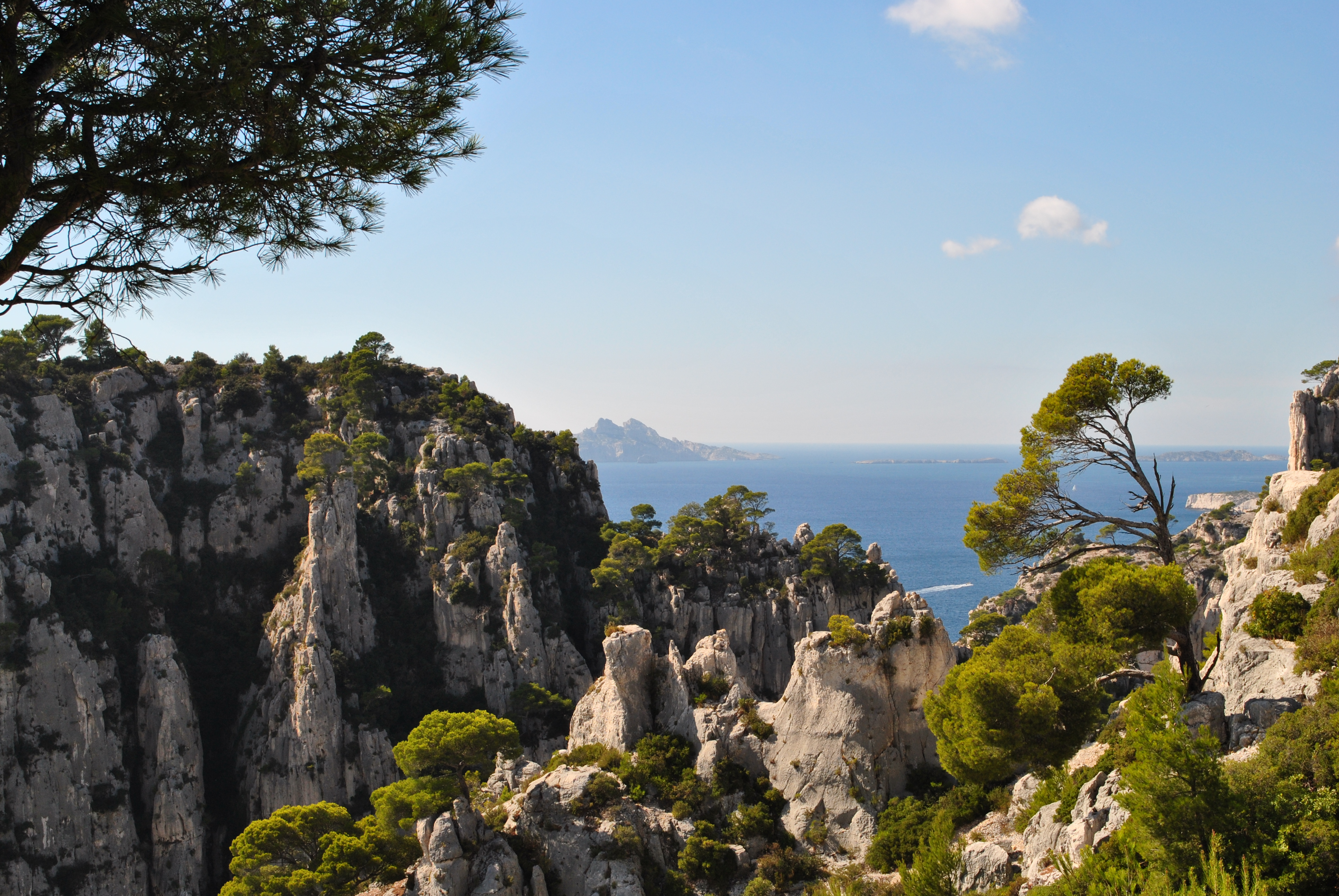